# 沮渠無諱
沮渠 無諱（そきょ むき）は、五胡十六国時代の北涼の後継政権である高昌北涼の王。

## 生涯
匈奴の支族である盧水胡族の出身。兄の哀王沮渠牧犍の在位中は沙州刺史・都督建康以西諸軍事・酒泉郡太守に任じられていた。承和7年（439年）、北魏に王都姑臧を攻撃されると哀王は北魏に降伏したが、無諱は酒泉を拠点に勢力を確保した。太平真君2年（441年）にはいったん北魏に降伏して酒泉王に封じられたが、西域での後患を絶つために進軍した北魏の攻撃を退け、弟の沮渠安周を派遣して鄯善を攻撃している。
太平真君3年（442年）、無諱と沮渠安周が会師して鄯善を占拠し、数カ月後には高昌に拠って南朝宋に奉表し、都督涼沙河三州諸軍事・征西将軍・涼州刺史・河西王に封じられている。翌443年に承平と改元して独立勢力を保った。
承平2年（444年）に死去し、王位は弟の沮渠安周が継承した。